# Mass Effect (película)
Mass Effect es una próxima película producida por Legendary Pictures, Warner Bros y Electronic Arts. Es una adaptación homónima del videojuego del 2007, Mass Effect. El proyecto fue oficialmente anunciado por BioWare el 24 de mayo del 2010. Está siendo producida por Avi Arad, Jon Hashni y Thomas Tull, con la colaboración de los fundadores de BioWare, Ray Muzyka, Greg Zeschuk y Casey Hudson como productores ejecutivos. El guion está siendo desarrollado por Mark Protosevich.

## Argumento
Aunque el proyecto inicialmente iba a tratar sobre una historia distinta del Comandante Shepard, Legendary Pictures confirmó que se basaría en la historia del primer videojuego de Mass Effect, enfocándose principalmente en la vida de Shepard. A diferencia del juego en el existía la posibilidad de tomar decisiones que afectarían el desarrollo de la historia, incluyendo la opción de seleccionar el género, se confirmó que esto no será posible en la película. El escritor declaró que escogerá partes en las que las decisiones "muestren una mejor narrativa y motivación de los personajes", declaró también que el personaje será masculino en su mayor parte.

## Desarrollo
El productor Avi Arad originalmente había adquirido los derechos para hacer una adaptación de Mass Effect en septiembre del 2008, de cualquier manera no se progresó en el proyecto hasta mayo de 2010, cuando se anunció que Legendary Pictures había adquirido los derechos de la franquicia y produciría una película en colaboración con Warner Bros. Jon Jashni y Thomas Tull, directivos de Legendary Pictures, anunciaron que estaba siendo producida junto Arad y además que Mark Protosevich, quien trabajó en la película Soy leyenda y Thor estaba en conversaciones sobre el argumento del guion.
En julio de 2011, Legendary Pictures realizó un panel de vista previa sobre sus próximas películas en preproducción, incluyendo a Mass Effect, en la Convención Internacional de Cómics de San Diego. Mientras que nada de la película fue demostrado, el cofundador de BioWare, Casey Hudson y el guionista Mark Protosevich, hablaron sobre la película y algunos detalles de la producción, como BioWare forma parte central en el desarrollo del proyecto, decidieron evitar ciertos detalles sobre la producción de la película.